# Syllepte petroalis
Syllepte petroalis là một loài bướm đêm trong họ Crambidae.